# Trastduvhök
Trastduvhök (Astur cooperii) är en nordamerikansk fågel i familjen hökar inom ordningen hökfåglar.

## Utseende och läten
Trastduvhök är en medelstor hök, med en kroppslängd på 37–47 cm och vingbredden 64–87 cm. I formen är den en typisk hök med breda rundade vingar och en relativt lång stjärt. Huvudet verkar ofta förhållandevis stort och skuldrorna breda. Adulta fåglar har blågrå ovansida med kontrasterande svart hjässa och ett rött öga. Undersidan är ljus och tätt tvärbandad i rostrött. Ungfågeln är brun med kraftigt längsstreckad ljus undersida.
Arten är mycket lik amerikansk sparvhök, men denna är alltid något mindre med mindre och rundare huvud och tunnare ben. Ungfågeln är också än grövre streckad undertill. I flykten syns hos trasthöken utstickande huvud samt längre och rundad stjärt med brett vitt ändband (amerikansk sparvhök har tvärt avskuren stjärt med tunt ändband). Vingarna hålls rakt ut från kroppen och vingslagen är stela, ej snärtiga.
Lätet som hörs vid boet består av en serie nasala skall: "pek pek pek...".

## Utbredning och systematik
Trastduvhök är en flyttfågel som häckar i skogsmarker i södra Kanada och USA och övervintrar längre söderut i USA och Centralamerika så långt söderut som Costa Rica. Den behandlas som monotypisk, det vill säga att den inte delas in i några underarter.

### Släktskap och släktestillhörighet
Genetiska studier visar att trastduvhöken är nära släkt med tvåfärgad duvhök och den hotade kubaduvhöken. Dessa står i sin tur nära duvhöken med släktingar. Tillsammans utgör de systergrupp till kärrhökarna i Circus, och är alltså närmare släkt med dem än typarten för Accipiter, sparvhöken. För att kärrhökarna ska kunna behållas i ett eget släkte delas därför Accipiter delas upp i flera mindre släkten, däriblamd Astur.

## Levnadssätt
Trastduvhök hittas i skogsmarker och skogsbryn. Den ses ofta jaga i närheten av bebyggelse och kring fågelmatningar. Födan består av småfåglar och däggdjur som den tar på hökvis genom överraskningsattacker. Fågeln häckar i höga träd, särskilt tallar.

## Status och hot
Arten har ett stort utbredningsområde och en stor population, och tros öka i antal. Utifrån dessa kriterier kategoriserar IUCN arten som livskraftig (LC).

## Namn
Fågelns vetenskapliga artnamn hedrar den amerikanska zoologen William Cooper (1798-1864). Fram tills nyligen kallades den cooperhök eller Coopers hök även på svenska, men justerades 2022 till ett enklare och mer informativt namn av BirdLife Sveriges taxonomikommitté, initialt till trasthök men sedan justerat till trastduvhök för att betona artens nära släktskap med duvhöken.